# Brienomyrus eburneensis
Brienomyrus eburneensis es una especie de pez elefante eléctrico perteneciente al género Brienomyrus en la familia Mormyridae presente en varias cuencas hidrográficas de África, entre ellas los ríos Agnébi, San Pedro y Banco. Es nativa de Costa de Marfil; y puede alcanzar un tamaño aproximado de 7,7 cm.

## Estado de conservación
Respecto al estado de conservación, se puede indicar que de acuerdo a la IUCN, esta especie puede catalogarse en la categoría «Preocupación menor (LC)».